# Diazine
Een diazine is in de organische chemie een organische verbinding met als brutoformule C4H4N2. Het molecule is opgebouwd uit een benzeenring, waarvan 2 koolstofatomen zijn vervangen door stikstofatomen. Bijgevolg bestaan van het molecule 3 isomeren:
- Pyrazine (1,4-diazine)
- Pyrimidine (1,3-diazine)
- Pyridazine (1,2-diazine)

Chemisch gezien is het een heterocyclische verbinding.